# Queens University Belfast AFC
Queen's University Belfast AFC is een Noord-Ierse voetbalclub uit de hoofdstad Belfast. Het is de voetbalafdeling van de Queens University Belfast.

## Eindklasseringen
| 10 |

| 12 |

| 11 |

| 11 |

| 10 |

| 4 |

| 8 |

| 5 |

| 5 |

| 7 |

| 3 |

| 9 |

| 7 |

| 8 |

| 2 |

| 1 |

| 9 |

| - |

| 12 |

| 3 |

| 5 |

| 2 |

| NIFL Premiership | NIFL Championship | NIFL Premier Intermediate League |

De drie NIFL-divisies hebben in de loop der jaren diverse namen gekend, zie Northern Ireland football league system.
Annagh United ·
Armagh City ·
Ards ·
Ballinamallard United ·
Dundela ·
Harland & Wolff Welders ·
Institute · 
Limavady United ·
Loughgall ·
Newington ·
Queens University ·
Warrenpoint Town